# Wallenburške tribune
Wallenburške tribune, znane tudi samo kot Wallenburg, so znane štiri dolge tribune, ki se nahajajo v San Franciscu. Tribune so se prvič pojavile rolkarskem filmu Video Days, na njih pa se je zgodilo tudi rolkarsko tekmovanje High Noon at the big four. Na tem tekmovanju je Elissa Steamer skoraj postala edina ženska, ki je naredila trik preko teh tribun.

### Seznam odpeljanih trikov
- Mark Gonzales - melon grab (Video Days)
- Danny Gonzales - kickflip melon grab (The Reason)
- Frank Gerwer - kickflip
- Steve Nesser - pop shove-it
- Andrew Reynolds - fs flip (High Noon at the big four)
- Lindsey Robertson - heelflip (High Noon at the big four)
- Darrell Stanton - switch bs 180 (High Noon at the big four)
- Chris Cole - 360 flip (New Blood)
- Jerey Reeves - pop shove-it melon grab